# Laurentina
Laurentina är en station på Roms tunnelbanas Linea B. Den är uppkallad efter Via Laurentina. Stationen är belägen i kvarteret Giuliano-Dalmata i södra Rom och togs i bruk år 1955. 
Stationen Laurentina har:
- Bemannade biljettluckor
- Biljettautomater
- Bar
- WC

## Kollektivtrafik
- Busshållplatser för ATAC och COTRAL
- Trådbusshållplats – Laurentina, Roms trådbussnät, linje 74

## Omgivningar
- Ospedale Sant'Eugenio
- Cecchignola
- Via Laurentina
- Via di Vigna Murata
- Tre Fontane
- Archivio Centrale dello Stato, Italiens statsarkiv